# Irreducibelt polynom
Ett irreducibelt polynom är inom matematiken ett icke-konstant polynom som inte kan skrivas som en produkt av två eller fler icke-konstanta polynom. Vilka polynom som är irreducibla beror på vilken polynomring {\displaystyle F[x]} man studerar.
Irreducibla polynom kan jämföras med primtal inom talteorin. Precis som varje tal unikt kan faktoriseras som en produkt av primtal kan varje polynom i en polynomring {\displaystyle F[x]} skrivas som en produkt av irreducibla polynom. Faktorerna är unikt bestämda om man bortser från multiplikation med konstanter.

## Exempel
Följande fem polynom illustrerar egenskaperna hos reducibla och irreducibla polynom.
{\displaystyle p_{1}(x)=x^{2}+4x+4\,={(x+2)(x+2)}},
{\displaystyle p_{2}(x)=x^{2}-4\,={(x-2)(x+2)}},
{\displaystyle p_{3}(x)=x^{2}-4/9\,=(x-2/3)(x+2/3)},
{\displaystyle p_{4}(x)=x^{2}-2\,=(x-{\sqrt {2}})(x+{\sqrt {2}})},
{\displaystyle p_{5}(x)=x^{2}+1\,={(x-i)(x+i)}}.
Över ringen {\displaystyle \mathbb {Z} } av heltal är de två första reducibla och de två sista irreducibla. (Det mittersta är inte ett polynom över {\displaystyle \mathbb {Z} } över huvud taget.)
Över kroppen av rationella tal, {\displaystyle \mathbb {Q} }, är de tre första polynomen reducibla men de två sista irreducibla.
Över kroppen av reella tal, {\displaystyle \mathbb {R} }, är alla utom {\displaystyle p_{5}(x)} reducibla.
Över kroppen av komplexa tal, {\displaystyle \mathbb {C} }, är slutligen alla polynom reducibla.
Även i den ändliga kroppen {\displaystyle \mathbb {Z} _{2}} är {\displaystyle p_{5}} reducibelt, då det gäller att: {\displaystyle p_{5}(x)=x^{2}+1=(x+1)^{2}}.

### Reella och komplexa tal
Över de komplexa talen är förstagradspolynomen de enda irreducibla polynomen. Över de reella talen finns det också vissa andragradspolynom som är irreducibla, som {\displaystyle p_{5}(x)} i exemplet ovan, men inga av högre grad.